# Wedgewood (Alberta)
Wedgewood est un hameau (hamlet) du Comté de Grande Prairie No 1, situé dans la province canadienne d'Alberta.